# Temporada 1974-75 de los Portland Trail Blazers
La temporada 1974-75 fue la quinta de los Portland Trail Blazers en la NBA. La temporada regular acabó con 38 victorias y 44 derrotas, ocupando el sexto puesto de la conferencia Oeste, no logrando clasificarse para los playoffs.

## Elecciones en elDraft
| Ronda | Puesto | Jugador             | Posición  | Nacionalidad   | Universidad            |
| ----- | ------ | ------------------- | --------- | -------------- | ---------------------- |
| 1     | 1      | Bill Walton         | Pívot     | Estados Unidos | UCLA                   |
| 2     | 20     | Jan van Breda Kolff | Alero     | Estados Unidos | Vanderbilt             |
| 2     | 34     | Phil Lumpkin        | Base      | Estados Unidos | Miami (OH)             |
| 2     | 36     | Rubin Collins       | Escolta   | Estados Unidos | Maryland Eastern Shore |
| 4     | 56     | Mickey Johnson      | Ala-Pívot | Estados Unidos | Aurora*                |
| 6     | 92     | Dan Anderson        | Base      | Estados Unidos | Southern California    |

## Temporada regular
| División Pacífico       | División Pacífico | División Pacífico | División Pacífico | División Pacífico | División Pacífico | División Pacífico | División Pacífico | División Pacífico |
| Equipo                  | G                 | P                 | %                 | PD                | Casa              | Fuera             | Div               |                   |
| ----------------------- | ----------------- | ----------------- | ----------------- | ----------------- | ----------------- | ----------------- | ----------------- | ----------------- |
| y-Golden State Warriors | 48                | 34                | .585              | –                 | 31–10             | 17–24             | 19–11             |                   |
| x-Seattle SuperSonics   | 43                | 39                | .524              | 5                 | 24–16             | 19–23             | 18–12             |                   |
| Portland Trail Blazers  | 38                | 44                | .463              | 10                | 29–13             | 9–31              | 16–14             |                   |
| Phoenix Suns            | 32                | 50                | .390              | 16                | 22–19             | 10–31             | 12–18             |                   |
| Los Angeles Lakers      | 30                | 52                | .366              | 18                | 21–20             | 9–32              | 10–20             |                   |

## Estadísticas
| Rk | Jugador       | Edad | P  | PT | MP   | TC  | TCI  | %TC  | TL  | TLI | %TL  | RO  | RD   | RT   | AS  | RB  | TAP | BP | FP  | PTS  |
| -- | ------------- | ---- | -- | -- | ---- | --- | ---- | ---- | --- | --- | ---- | --- | ---- | ---- | --- | --- | --- | -- | --- | ---- |
| 1  | Geoff Petrie  | 26   | 80 |    | 38.9 | 7.5 | 16.5 | .456 | 3.3 | 3.9 | .839 | 0.5 | 2.1  | 2.6  | 5.3 | 1.0 | 0.2 |    | 2.7 | 18.3 |
| 2  | Sidney Wicks  | 25   | 82 |    | 38.6 | 8.4 | 17.0 | .497 | 4.8 | 6.8 | .706 | 2.8 | 7.9  | 10.7 | 3.5 | 1.3 | 1.0 |    | 3.5 | 21.7 |
| 3  | Bill Walton   | 22   | 35 |    | 32.9 | 5.1 | 9.9  | .513 | 2.7 | 3.9 | .686 | 2.6 | 10.0 | 12.6 | 4.8 | 0.8 | 2.7 |    | 3.3 | 12.8 |
| 4  | John Johnson  | 27   | 80 |    | 31.8 | 6.6 | 13.5 | .487 | 3.0 | 3.8 | .784 | 2.0 | 4.2  | 6.3  | 3.0 | 0.9 | 0.5 |    | 3.1 | 16.1 |
| 5  | Larry Steele  | 25   | 76 |    | 31.4 | 3.5 | 6.4  | .548 | 1.6 | 1.9 | .836 | 1.1 | 1.8  | 3.0  | 3.8 | 2.4 | 0.2 |    | 3.3 | 8.6  |
| 6  | Lloyd Neal    | 24   | 82 |    | 27.8 | 5.0 | 10.6 | .471 | 2.3 | 3.6 | .641 | 2.3 | 6.1  | 8.4  | 1.7 | 0.5 | 1.1 |    | 2.9 | 12.3 |
| 7  | Lenny Wilkens | 37   | 65 |    | 17.9 | 2.1 | 4.7  | .439 | 2.3 | 3.0 | .768 | 0.6 | 1.3  | 1.8  | 3.6 | 1.2 | 0.1 |    | 1.5 | 6.5  |
| 8  | LaRue Martin  | 24   | 81 |    | 16.9 | 2.9 | 6.4  | .452 | 1.2 | 1.8 | .697 | 1.7 | 3.4  | 5.0  | 0.9 | 0.4 | 0.6 |    | 3.0 | 7.0  |
| 9  | Phil Lumpkin  | 23   | 48 |    | 16.5 | 1.8 | 4.0  | .453 | 0.6 | 0.8 | .769 | 0.2 | 1.0  | 1.2  | 3.7 | 0.4 | 0.1 |    | 1.7 | 4.2  |
| 10 | Barry Clemens | 31   | 77 |    | 12.4 | 2.2 | 4.6  | .473 | 0.6 | 0.8 | .750 | 0.4 | 1.7  | 2.1  | 1.0 | 0.9 | 0.0 |    | 1.8 | 4.9  |
| 11 | Dan Anderson  | 24   | 43 |    | 10.5 | 1.1 | 2.4  | .448 | 0.6 | 0.7 | .867 | 0.2 | 0.5  | 0.7  | 1.9 | 0.4 | 0.0 |    | 1.0 | 2.8  |
| 12 | Greg Smith    | 28   | 55 |    | 9.4  | 1.3 | 2.7  | .486 | 0.6 | 0.9 | .667 | 0.5 | 1.1  | 1.6  | 0.5 | 0.4 | 0.1 |    | 1.7 | 3.2  |

## Galardones y récords
| Jugador      | Galardón |
| Sidney Wicks | All-Star |